# Haasova vila
Haasova vila je funkcionalistická vila v Brně-Pisárkách, zbudovaná v letech 1928–1930 pro generálního ředitele brněnské pobočky Anglo-československé banky Gustava Haase (1884–1965).

## Historie
Architektonický návrh vypracoval pro rodinu Haasových brněnský architekt Ernst Wiesner. Vila pak vznikala v letech 1928–1930. V roce 1939 rodina kvůli svému židovskému původu dům opustila a emigrovala do Anglie. V roce 1948 byla vila znárodněna a od roku 1955 se stal vlastníkem stát a později domovní správa brněnského městského národního výboru.
Od roku 2023 je budova kulturní památkou. Objekt je rozdělen na byty, které jsou v soukromém vlastnictví a průběžně procházejí rekonstrukcí.

## Architektura
Vila, stojící u křižovatky Lipové a Vinařské ulice, je situována na okraji Pisárecké kotliny na jižním úpatí Žlutého kopce, v blízkosti dalších Wiesnerových realizací, jako je Münzova vila, vila Stiassni nebo vila Neumark. Jedná se o dvoupatrový objekt s plochou střechou. Je tvořen horizontálně položeným dvoupatrovým kvádrem, který sloužil jako obytný prostor pro rodinu, a k němu připojenými nižšími kvádry, kde byly umístěny pomocné provozy, například pokoje služebnictva, kuchyně, přípravna jídla, výtah na potraviny, a v dalším bloku pak také garáže. Množství teras s kovovým zábradlím evokuje nautický vzhled. Nápadným prvkem je také točité schodiště vedoucí z terasy prvního patra na nádvoří domu. Strohý funkcionalistický design exteriéru narušují travertinové okenní šambrány a také barva fasády, která byla původně šedomodrá.
V protikladu se střídmostí exteriéru pak bylo vybavení interiéru. Jídelna v přízemí byla vybavena dekorativním trámovým stropem a parketovou podlahou, dřevěný stůl, židle a příborník byly provedeny v historizujícím stylu, podobně jako výmalba. Z interiérového vybavení se nicméně do současnosti dochoval pouze zlomek, podobu interiéru je známa z dochovaných fotografií v dobovém tisku.